# Entre la vida y la muerte (telenovela)
Entre la vida y la muerte es una telenovela mexicana, primera producción de Angelli Nesma Medina para Televisa, siendo exhibida por El Canal de las Estrellas del 11 de enero al 2 de julio de 1993.
Fue protagonizada por Leticia Calderón y Fernando Ciangherotti, antagonizada por Sebastián Ligarde, Frances Ondiviela y Yadira Santana, y contó con las participaciones estelares de los primeros actores Irán Eory, Roberto Cañedo y Beatriz Aguirre.

## Argumento
Susana Trejos, una doctora responsable y dedicada a sus pacientes, está a punto de casarse con Andrés del Valle, un licenciado con un pasado dudoso y que es amante de la hipócrita Ivonne quien dice ser la mejor amiga de Susana, sin embargo, Paloma la hermana de Andrés es la única que conoce la maldad de éste y de su amante, pero por desfortuna nadie le cree. Susana está perdidamente enamorada de Andrés, pero él sólo desea matarla para apropiarse de toda su fortuna. A escasas horas de la boda religiosa, Susana recibe un mensaje en donde dice que Andrés se encuentra en la Selva Lacandona, muy enfermo y a punto de morir.
Susana, como buena doctora y extrañada por la noticia, decide ir a salvar a su enamorado y la trasladan en helicóptero, pero se lleva una sorpresa al ver que el que enfermo no es su prometido, sino un arqueólogo que se llama exactamente igual. Mientras Susana se recupera de la confusión, el licenciado Andrés del Valle incendia el departamento de su futura esposa para matarla.
Desgraciadamente, una amiga de Susana está en el departamento y muere calcinada en el incendio. Como sus restos son totalmente irreconocibles, todos creen que es la propia Susana la que en realidad está muerta. Mientras tanto, el arqueólogo Andrés recibe de Susana los cuidados necesarios para su restablecimiento; a su vez, Susana toma la decisión de volver a casa de inmediato pues su boda está a punto de realizarse pero pronto se da cuenta de que no puede volver por la falta de medios de transporte y de comunicación, por lo que decide quedarse otro poco tiempo hasta que el arqueólogo esté totalmente recuperado. Sin embargo, los días pasan y Susana queda varada en la selva. Durante su estancia junto al arqueólogo, ambos comenzarán a enamorarse en medio de traiciones y asesinatos, entre la vida y la muerte, pues Mayán ama al arqueólogo y desea eliminar a Susana, y otros hombres buscan también eliminar a todos y adueñarse de los restos arqueológicos para ganar dinero. 
Tiempo después, Susana y el arqueólogo regresan a la Ciudad de México, Susana se presenta ante algunos familiares pero no a todos, para evitar que el Lic. Andrés del Valle sepa que está viva y divorciarse de él, pues se entera de la relación de su esposo con su mejor amiga Ivonne y que se ha apoderado del dinero y propiedades de Susana. Ivonne comienza a sospechar de la traición del Lic. Andrés y se autograba un casete con su voz acusándolo de lo que le pase a ella, y describe como hizo el incendio del departamento de Susana. Tiempo después, el Lic. Andrés del Valle tiene un accidente automovilístico con Ivonne y son atendidos por Susana como toda doctora profesional; es ahí donde el Lic. Andrés se entera de la existencia de Susana. Ivonne desea contarle toda la verdad sobre el incendio del departamento de Susana pero no puede por la gravedad de sus heridas y muere en el intento.
Mayán, quien ahora se hace llamar Cynthia, vuelve a aparecer como una mujer refinada y de sociedad, esposa del ganadero millonario Mariano. Ellos viven en Sonora, y se trasladan a la Ciudad de México a celebrar un convenio de negocios con el Lic. Andrés del Valle, quien comienza a seducir a Cynthia y ambos trazan un plan para matar a Mariano y quitarlo de su camino. Ya viuda Cynthia, ambos deciden irse al extranjero pero el Lic. Andrés desea matar a Susana para que no le sean revocadas las propiedades que ya adquirió. Cynthia por su parte, desea vengarse de Susana y del arqueólogo Andrés y traza un plan para dormir al arqueólogo con un brebaje y así poder tomarse unas fotos con él en la cama. Las fotos se las muestra a Susana, quien decide romper con el arqueólogo definitivamente sin oportunidad de verse para platicar en persona. Después, Cynthia muere a manos de Bor, un antiguo amante de la selva al sentirse traicionado por ella, quien también llegó a la ciudad buscándola como su sombra. El Lic. Andrés es arrestado por todo lo que ha cometido y es llevado a la cárcel, pero cuando es trasladado a otro penal, logra escapar ayudado por su abogado, quien le dice que tendrá que pagar un precio muy alto por este favor que le hizo... al final, el Lic. Andrés lo mata.
Susana se va a Guatemala para un simposio que ella expondrá y como viaje para olvidar y comenzar una nueva vida. El arqueólogo va tras ella en su búsqueda y también el Lic. Andrés, quien ha burlado las autoridades para matarlos a los dos. El Lic. encuentra a Susana en las ruinas de Tikal y cuando está por matarla, llega el arqueólogo y la defiende. Ambos sostienen una lucha cuerpo a cuerpo en donde al final muere el Lic. por una caída desde lo alto de una pirámide. El arqueólogo y Susana se reconcilian y sellan su amor casándose en lo alto de la pirámide de Tikal en presencia de su madre Aída y su abuela.

## Elenco
- Leticia Calderón - Susana Trejos Robles-Gil
- Fernando Ciangherotti - Arqueólogo Andrés del Valle
- Sebastián Ligarde - Lic. Andrés del Valle
- Frances Ondiviela - Ivonne del Castillo
- Irán Eory† - Aída Robles-Gil de Trejos
- Roberto Cañedo† - Rolando Trejos
- Beatriz Aguirre† - Doña Rebeca, Vda. de Robles-Gil
- Raúl Ramírez† - Julián
- Yadira Santana - Mayán / Cynthia Robles
- Lupita Sandoval - Carlota
- Maleni Morales† - Constanza
- Óscar Bonfiglio - Lic. Manuel García
- Alfonso Iturralde - Dr. Federico Gutiérrez
- Arsenio Campos - Francisco del Valle
- Dacia Arcaráz - Arlette
- Odiseo Bichir - Chon-Li
- Lucero Lander - Paloma del Valle
- Lorena Herrera - Jessica Rivas
- Aurora Clavel - Gertrudis
- Wendy de los Cobos - Sandra
- Eduardo Díaz Reyna - Uldarico
- América Gabriel - Rosalía
- María Cristina Ribal - Guadalupe del Valle
- Irán Castillo - Anita del Valle
- Alejandro Landero - Paco
- Ramiro Huerta - Bor
- Maricarmen Vela - Dra. Magdalena Valladares
- Ernesto Yáñez† - Bernabé
- Rosalinda España - Denisse
- Teo Tapia - Stefano
- Armando Palomo - Chucho
- Felicia Mercado - Cristina Sanromán
- Andrea Coto - Queta
- Alejandro Ciangherotti II† - Abraham del Valle
- Beatriz Martínez - Aurora del Valle
- Isabel Andrade - Claudia del Valle / Claudia Málaga
- Enrique Muñoz - Lic. Landa
- Alejandro Rábago - Mariano Bustamante
- Germán Gutiérrez - Dante del Valle
- Mario García González - Honorio
- Gustavo del Castillo - Comandante Antúnez
- Marcial Salinas - Lucas
- María Luisa Coronel - Najbor
- Tony Cabral - Salomón
- Rubén Calderón - Nicolás
- Claudia Ferreira - Irene
- Víctor Manuel Fouilloux - Rogelio
- Rodolfo Lago - Dante
- Sara Monar - Imelda
- Sergio Morante - Poncho
- María Morett - Sofía
- Paola Otero - Paty
- E. Rei - Domingo
- Lupe Sánchez - Pascual
- Mercedes Gironella - Natalia
- Manuel Sevilla - Fito
- Pilar Navarro - Carmina
- Margarita Valencia - Petra
- Roberto Soto - Rufino
- Kokin - El Chino
- Ismael Larumbe - El Perico
- Javier Pacheco - Hugo
- Nelson Velázquez - Agente
- Otto Fernández - Guardia
- Alfonso Gálvez - Asistente
- Ana Luisa Peluffo - Isabela Ríos
- Aída Naredo

## Premios y nominaciones

### Premios TVyNovelas 1994
| Categoría                | Nominado(a)       | Resultado |
| ------------------------ | ----------------- | --------- |
| Mejor actriz protagónica | Leticia Calderón  | Nominada  |
| Mejor villano            | Sebastián Ligarde | Ganador   |